# Batu Marta X
Batu Marta X is een bestuurslaag in het regentschap Ogan Komering Ulu van de provincie Zuid-Sumatra, Indonesië. Batu Marta X telt 2134 inwoners (volkstelling 2010).